# Rancho Não Posso Me Amofiná
O Grêmio Recreativo Beneficente Jurunense Rancho Não Posso Me Amofiná é uma escola de samba de Belém do Pará, sendo uma das mais tradicionais escolas de samba da cidade. Atualmente está no Grupo 1, que equivale à primeira divisão do Carnaval de Belém. Totalizando 32 títulos do Carnaval, sendo 22 são como escola de samba, e os outros 10 na categoria rancho. Tem como cores o azul, o amarelo e o vermelho. Sendo a quarta escola de samba mais antiga do Brasil e a Primeira escola do estado do Pará.

## História
A escola foi fundada pelo sambista paraense Raimundo Manito, que morou alguns anos no Rio de Janeiro, e era militante político do Velho PCB. Por conta disso, membros da escola afirmam que a agremiação sofreu perseguições, sendo prejudicadas em alguns concursos, como por exemplo, o Carnaval de 1946, quando apresentou o enredo "Exaltação aos expedicionários Brasileiros”, dentro do regulamento estipulado, e acabou sendo derrotada pela Escola Mista do Umarizal. Já teve como seu cantor Dominguinhos do Estácio.
Em 2002, homenageando a cantora e compositora paraense Fafá de Belém com o enredo "A Estrela do Norte em Fá Maior", sagrou-se campeã do carnaval com um desfile luxuoso.
Em 2003, homenageou o empresário, jornalista e fundador do Grupo Liberal, Romulo Maiorana, com o enredo "Rômulo Maiorana - O Gigante em Off-set".
Em 2004, ano em que a escola completava 70 anos de fundação, foi para a avenida com o enredo "O Imperador da Alegria no Berço do Samba".
Em 2005, homenageou o Centenário de fundação do Clube do Remo, com o enredo "Das Águas do Guajará às terras do Pará: Clube do Remo, 100 anos de tradição e glórias!", sagrando-se campeã do carnaval. 
Em 2007, contando a história da chegada da manga ao Pará, o Rancho conquistou seu 26º título oficial. 
Em 2008, homenageando a cidade de Igarapé-miri, sagrou-se bi-campeã consecutiva do Carnaval de Belém.
Comemorando 75 anos de existência em 2009, a escola apresentou sua própria história como enredo.
Em 2010, contou a história do Hangar na avenida. 
Por divergências com a liga, ausentou-se dos desfiles oficiais em 2011.
Retornou ao Carnaval em 2012, reeditando o enredo do carnaval de 1979, "Tempo de Criança", onde foi mais uma vez campeã do carnaval.
Em 2013, foi para a avenida com o enredo "Sangue de Minh'Alma", onde foi bi-campeã consecutiva.
Em 2014, homenageou o centenário de fundação do Paysandu Sport Club, com o enredo "Da paixão secular ao ícone bicolor, um marco a celebrar, em uníssono uma história a perpetuar!", se tornando tri-campeã consecutiva do Carnaval.
Em 2015, homenageou mais um centenário clube de Belém, a Assembléia Paraense, com o enredo "AP, Saga 5 Estrelas, Bordada a ouro pelo tempo", tornando-se tetra-campeã consecutiva do Carnaval.
Em 2016, reeditou o enredo "A Dança das Folhas na Cidade das Mangueiras" de 1982, em comemoração ao 4° Centenário de Belém.
Em 2018, após o ano de 2017 ficar sem desfiles oficiais por conta de problemas na estrutura do Sambódromo, o Rancho levou para a avenida Marechal Hermes, local do desfile de 2018, o enredo "Seis cores por um mundo melhor, celebração ao orgulho de ser diferente, não desigual", se tornando a primeira escola de samba do grupo especial de Belém a levar em seu enredo o tema LGBT, se tornando campeã do Carnaval mais uma vez.
Em 2019, homenageou a cidade de Barcarena, com o enredo "Made in Barcarena - Eu canto o encanto do teu universo", se tornando novamente bi-campeã consecutiva do carnaval.
Em 2020, homenageou a cidade de Abaetetuba, com o enredo "As margens do Maratauíra encontrei a terra dos homens fortes e valentes", ficando na 4ª colocação. 
Em 2021 e 2022, os desfiles foram cancelados por conta da Pandemia de COVID-19.
Para 2023, a escola trouxe para a avenida o enredo "A ilha das maravilhas e o mundo perdido dos marajós: o arquipélago que encanta!", sendo a 3ª escola a desfilar da 1ª noite de desfiles do Carnaval de Belém, no dia 11 de fevereiro de 2023. 
Em 2025, a escola trouxe o enredo "A história do mascate amazônico que se tornou o midas do norte", homenageando o empresário Oscar Rodrigues. Com esse desfile, a agremiação fechou em 6° lugar e sofreu o seu primeiro rebaixamento para o Grupo de Acesso 1 em toda a sua história.

## Segmentos

### Corte de Bateria
| Período | Rainha          | Madrinha      | Musa             |
| ------- | --------------- | ------------- | ---------------- |
| 2024    | Brenda de Paula | Walena Rejane | Ligiane Rendeiro |

Direção de Bateria
| Período | Mestre de Bateria | Auxiliares de Bateria                                                      |
| ------- | ----------------- | -------------------------------------------------------------------------- |
| 2024    | Meia-Noite        | Diogo Lima, Alexander Machado, Osvaldo Silva, Júnior Cardoso e Ronaldinho. |

Casal de Mestre-Sala e Porta-Bandeira
| Período | Mestre-Sala         | Porta-Bandeira |
| ------- | ------------------- | -------------- |
| 2024    | Júnior Simplicidade | Cíntia Luna    |

Porta-Estandarte
| Período | Porta-Estandarte     |
| ------- | -------------------- |
| 2024    | Leandrinho do Rancho |

## Carnavais
| Ano        | Colocação           | Grupo                | Enredo | Carnavalesco                  | Intérprete              |
| ---------- | ------------------- | -------------------- | --- | ----------------------------- | ----------------------- |
| 1958       | Campeão             | Especial             | A Deusa do Fogo                                                                                           |                               |                         |
| 1959       |                     | Especial             | O Jubileu de Prata                                                                                        |                               |                         |
| 1960       | Campeão             | Especial             | Bandeirantes de Ontem e de Hoje                                                                           |                               |                         |
| 1961       |                     | Especial             | Brasil de Pedro a Pedro                                                                                   |                               |                         |
| 1962       | Campeão             | Especial             | Marinha Berço de Heróis                                                                                   |                               |                         |
| 1963       |                     | Especial             | Primavera e Samba                                                                                         |                               |                         |
| 1964       |                     | Especial             | Getúlio Vargas                                                                                            |                               |                         |
| 1965       |                     | Especial             | Lembranças de Carnavais                                                                                   |                               |                         |
| 1966       |                     | Especial             | Belém de Todos os Tempos                                                                                  |                               |                         |
| 1967       | Não participou      | Não participou       | Não participou                                                                                            | Não participou                | Não participou          |
| 1968       |                     | Especial             | Primavera a Estação do Amor                                                                               |                               |                         |
| 1969       |                     | Especial             | De Ícaro ao Espaço Sideral                                                                                |                               |                         |
| 1970       |                     | Especial             | Batuque: Uma Jóia Rara da Literatura Paraense                                                             |                               |                         |
| 1971       | Campeão             | Especial             | Samba Alegria de um Povo                                                                                  |                               |                         |
| 1972       | Não ocorreu disputa | Não ocorreu disputa  | Não ocorreu disputa                                                                                       | Não ocorreu disputa           | Não ocorreu disputa     |
| 1973       |                     | Especial             | Santos Dumont, O Pai da Aviação                                                                           |                               |                         |
| 1974       |                     | Especial             | Yaô, uma Homenagem ao Rei Nagô                                                                            |                               |                         |
| 1975       |                     | Especial             | Tudo é Carnaval                                                                                           |                               |                         |
| 1976       |                     | Especial             | Jurunas Relembra Pai do Campo na Pessoa do Coronel Macambira                                              |                               |                         |
| 1977       |                     | Especial             | Minha Namorada Belém                                                                                      |                               |                         |
| 1978       |                     | Especial             | Canto aos Orixás                                                                                          |                               |                         |
| 1979       | Campeão             | Especial             | Tempo de criança Compositor:Fernando Aflalo                                                               |                               |                         |
| 1980       | Campeão             | Especial             | Museu Paraense Emílio Goeldi                                                                              |                               |                         |
| 1981       | Campeão             | Especial             | Tuyá, O Pequeno Índio Guardião da Floresta Renascida                                                      |                               |                         |
| 1982       | Campeão             | Especial             | A Dança das Folhas na Cidade das Mangueiras                                                               |                               | Dominguinhos do Estácio |
| 1984       | Campeão             | Especial             | Rancho de Ouro, O Canto do Jubileu                                                                        |                               | Dominguinhos do Estácio |
| 1985       | Campeão             | Especial             | Amanheceu                                                                                                 |                               | Dominguinhos do Estácio |
| 1986       | Vice-campeão        | Especial             | "Rei no Bagaço, Coisas da Vida"                                                                           |                               | Dominguinhos do Estácio |
| 1987 -1988 | Não participou      | Não participou       | Não participou                                                                                            | Não participou                | Não participou          |
| 1989       | 3° lugar            | Especial             | Rancho, Isto que é Amor !                                                                                 |                               |                         |
| 1990-1991  | Não ocorreu disputa | Não ocorreu disputa  | Não ocorreu disputa                                                                                       | Não ocorreu disputa           | Não ocorreu disputa     |
| 1992       |                     | Especial             | Rancho, Mulher e Samba                                                                                    |                               |                         |
| 1993       |                     | Especial             | Balão Dos Meus Sonhos Dourados                                                                            |                               |                         |
| 1994       | Campeão             | Especial             | Rancho dos Amantes, 60 Anos brilhantes                                                                    | Cláudio Rêgo de Miranda       |                         |
| 1995       | Campeão             | Especial             | Do Reino ao Reinado, a Trajetória da Oferenda (Homenagem à Imigração Japonesa)                            | Cláudio Rêgo de Miranda       |                         |
| 1996       |                     | Especial             | E fez-se a Luz                                                                                            |                               |                         |
| 1997       | Campeão             | Especial             | Cantos das Sereias, Vozes na Floresta                                                                     |                               |                         |
| 1998       | Campeão             | Especial             | Luz, Câmera, Ação                                                                                         |                               |                         |
| 1999       |                     | Especial             | Pela Estrada do Saber Vejo Um Novo Alvorecer Onde o Mestre Com Amor Vem Mostrar O Seu Valor               |                               |                         |
| 2000       |                     | Especial             | Jurunas: de Rua em Rua, de tribo em Tribo...                                                              | Cláudio Rêgo de Miranda       |                         |
| 2001       | Campeão             | Especial             | Sob Véu Que Desvenda a Alma                                                                               |                               |                         |
| 2002       | Campeão             | Especial             | Fafá de Belém- Estrela do Norte em Fá Maior!                                                              | Cláudio Rêgo de Miranda       |                         |
| 2003       |                     | Especial             | Romulo Maiorana, O Gigante en off-set                                                                     | Paulo Anette                  |                         |
| 2004       |                     | Especial             | O imperador da Alegria no Berço do Samba                                                                  | Cláudio Rêgo de Miranda       |                         |
| 2005       | Campeão             | Especial             | Das águas do guajará ás terras do Pará: Clube do Remo, cem anos de tradição e glória!                     |                               |                         |
| 2006       | Não Participou      | Não Participou       | Não Participou                                                                                            | Não Participou                | Não Participou          |
| 2007       | Campeão             | Especial             | Manbazan, Mangai das Índias ao Pará                                                                       |                               |                         |
| 2008       | Campeão             | Especial             | Dos Reinos dos Mamangaes ao Caminho de Canoa Pequena                                                      |                               |                         |
| 2009       | Vice-campeão        | Especial             | Rancho Minha Paixão, minha Raiz, 75 anos de Glórias                                                       |                               |                         |
| 2010       | Vice-campeão        | Especial             | Dos delírios da ilusão ao centro de grandes encontros, o Hangar é a primeira paixão que Rancho vem cantar | Paulo Anete e Laércio Queiroz |                         |
| 2011       | Não Participou      | Não Participou       | Não Participou                                                                                            | Não Participou                | Não Participou          |
| 2012       | Campeão             | Especial             | Tempo de criança Reedição de 1979                                                                         | Paulo Anete                   |                         |
| 2013       | Campeão             | Especial             | Sangue de minh'alma                                                                                       | Paulo Anete                   |                         |
| 2014       | Campeão             | Especial             | Da paixão secular a um ícone bicolor, um marco a celebrar em uníssono uma história a perpetuar            | Paulo Anete                   | Dominguinhos do Estácio |
| 2015       | Campeão             | Especial             | AP, Saga 5 estrelas bordada a ouro pelo tempo.                                                            | Paulo Anete                   |                         |
| 2016       | 4° lugar            | Especial             | A dança das folhas na cidade das Mangueiras                                                               | Paulo Anete                   |                         |
| 2017       | Não ocorreu disputa | Não ocorreu disputa  | Não ocorreu disputa                                                                                       | Não ocorreu disputa           | Não ocorreu disputa     |
| 2018       | Campeão             | Especial             | Seis cores por um mundo melhor, celebração do orgulho de ser diferente e não desigual.                    | Paulo Anete                   | Bruno Costa             |
| 2019       | Campeão             | Especial             | Made in Barcarena- Eu Canto o Encanto do Teu Universo !                                                   | Paulo Anete                   | Bruno Costa             |
| 2020       | 4° lugar            | Especial             | As Margens do Maratauíra, Encontrei a Terra dos Homens Fortes e Valentes !                                | Paulo Anete                   | Bruno Costa             |
| 2021       | -                   | -                    | Não Houve Disputa                                                                                         | -                             | -                       |
| 2022       | -                   | -                    | Não Houve Disputa                                                                                         | -                             | -                       |
| 2023       | 4º lugar            | Especial             | A Ilha das maravilhas e o mundo perdido dos marajós: o arquipélago que encanta!                           | Amarildo de Mello             | Wander Pires            |
| 2024       | 4º lugar            | Especial             | Rancho, Isto é Que é Amor !                                                                               | -                             |                         |
| 2025       | 6° lugar            | Especial (rebaixada) | A História do Mascate Amazônico Que se Tornou Midas do Norte                                              | Geandre Reis                  |                         |
| 2026       |                     | Acesso 1             | |                               |                         |